# Bairo Alto (Dili)
Bairo Alto (portugiesisch Bairro Alto, deutsch Oberstadt) ist ein Stadtteil der osttimoresischen Landeshauptstadt Dili.

## Geographie
Bairo Alto befindet sich im Suco Motael (Verwaltungsamt Vera Cruz, Gemeinde Dili) und nimmt den nördlichen Teil der Aldeias Hura und Boa Morena ein. Bis 2015 gehörte der Stadtteil noch zum Suco Colmera.
Nördlich der Avenida Nicolau Lobato befindet sich der Stadtteil Bebora (zu dem manchmal Bairo Alto gezählt wird), östlich der Rua de Catedral der Stadtteil Soslodade und südlich der Stadtteil Vila Verde. An der Westgrenze zum Suco Bairro Pite entlang fließt der Fluss Maloa, der aber nur zur Regenzeit Wasser führt.
In Bairo Alto befindet sich zwischen der Avenida Nicolau Lobato und der Rua Dom Boaventura der Jardim Infantil. Auf der Südseite der Rua Dom Boaventura liegen der Sitz der Timor Post, der Fernsehsender GMN TV und das Wirtschaftsministerium im Mandarim-Gebäude (Edificio do Fomento). In der Rua de Catedral steht das Distriktsgericht von Dili.